# Saad Haddad
Saad Haddad (Marjayoun, 1936-,ibíd., 14 de enero de 1984) fue un militar líbanes, fundador y líder del Ejército del Sur del Líbano con el que creó el Estado Libre del Líbano durante la guerra civil libanesa. El 19 de abril de 1979, Haddad proclamó el área controlada por sus milicianos «Estado Libre del Líbano» (Dawlat Lubnān al-Hurr).  Al día siguiente, el gobierno libanés lo proclamó delincuente y traidor expulsándolo oficialmente de las Fuerzas Armadas del Líbano. Haddad murió de cáncer en 1984. Fue sucedido al frente del Ejército del Sur del Líbano por el general Antoine Lahd.